# Moonlighting: The Anthology
Moonlighting: The Anthology je kompilační album Rogera Daltreyho vydané 7. února 2005. Tato sbírka je význačná tím, že obsahuje skladby z různých projektů.

## Seznam skladeb
Disk 1
1. "One Man Band" (Courtney, Leo Sayer) 3:52
2. "The Way of the World" (Courtney, Adam Faith) 3:16
3. "Thinking" (Courtney, Sayer) 4:25
4. "There Is Love" (Courtney, Sayer) 4:36
5. "Giving it All Away" (Courtney, Sayer) 3:34
6. "(Come And) Get Your Love" (Russ Ballard) 3:44
7. "The World Over" (Paul Korda) 3:08
8. "Proud" (Ballard) 4:51
9. "Dear John" (Courtney) 3:48
10. "Avenging Annie" (Andy Pratt) 4:32
11. "One of the Boys" (Steve Gibbons) 2:46
12. "Martyrs and Madmen" (Steve Swindells) 4:19
13. "Say It Ain't So, Joe" (Murray Head) 4:16
14. "Bitter and Twisted" (Swindells) 4:07
15. "Free Me" (Ballard) 3:59
16. "Without Your Love" (Billy Nicholls) 3:19
17. "Waiting for a Friend" (Nicholls) 3:24
18. "Parting Would Be Painless" (Kit Hain) 3:42
19. "After the Fire" (Pete Townshend) 4:37
20. "Under a Raging Moon" (Downes, Parr) 5:34

Disk 2
1. "Behind Blue Eyes" (Townshend) 2:29
2. "Won't Get Fooled Again" (Townshend) 7:52
3. "Quicksilver Lightning" (Moroder, Pitchford) 4:43
4. "Lover's Storm" (Kelly, Usher) 3:54
5. "Mack the Knife" (Blitzstein, Bertolt Brecht, Kurt Weill) 4:49
6. "The Pig Must Die" (Mike Batt) 4:30
7. "Don't Let the Sun Go Down on Me" (Elton John, Bernie Taupin) 6:12
8. "Rock and Roll" (John Bonham, John Paul Jones, Jimmy Page, Robert Plant) 3:39
9. "Who's Gonna Walk On Water" (MacMahon) 4:45
10. "Love Is" (Byrd, Daltrey, Katz, MacMahon) 4:09
11. "Blues Man's Road" (Byrd, MacMahon) 4:03
12. "Baba O'Riley" (Townshend) 3:23
13. "Pinball Wizard" (Townshend) 3:43
14. "The Real Me" (Townshend) 4:30
15. "Child of Mine" (Daltrey, MacMahon) 4:02
16. "Born to Run" (Bruce Springsteen) 5:12
17. "A Second Out" (Daltrey, McEwan)[1]